# Ямно (Великолукский район)
Ямно — деревня в Великолукском районе Псковской области России. Входит в состав сельского поселения «Букровская волость».
Расположена на северо-востоке района, в 56 км к северо-востоку от центра города Великие Луки и в 14 км к северо-западу от волостного центра Букрово-2.

## Население
Численность населения по оценке на 2010 год составляет 5 человек.